# Marko Popović (chorwacki koszykarz)
Marko Popović (ur. 12 czerwca 1982 w Zadarze) -  chorwacki koszykarz występujący na pozycjach rozgrywającego oraz rzucającego obrońcy, olimpijczyk.
Jego kuzynami są Alan Gregov i Arijan Komazec, również chorwaccy koszykarze i olimpijczycy.
Jego ojciec, Petar Popović, także był koszykarzem, a obecnie jest trenerem.

## Osiągnięcia
Na podstawie, o ile nie zaznaczono inaczej.
Drużynowe
- Mistrz:
  - Eurocup (2011, 2015)
  - Ligi Adriatyckiej (2003)
  - Ligi Bałtyckiej (2008, 2012)
  - Chorwacji (2004)
  - Litwy (2007, 2008, 2012, 2013)
  - Chorwacji kadetów (1998)
- Wicemistrz:
  - Ligi Adriatyckiej (2004)
  - VTB (2010, 2015)
  - Chorwacji (2000, 2002, 2005)
  - Turcji (2006)
- Brąz ligi VTB (2011)
- Zdobywca 
  - pucharu:
    - Chorwacji (2000, 2003)
    - Turcji (2006)
    - Litwy (2007, 2008, 2012)
    - Rosji (2009)

  - Superpucharu Litwy (2012/13)
- Finalista Pucharu Chorwacji (2001, 2002, 2005)

Indywidualne
- MVP:
  - Pucharu Chorwacji (2003)
  - Final Four Eurocup (2011)
  - finałów Ligi Adriatyckiej (2003)
  - kolejki:
    - Euroligi (4 – 2004/05, 3, 12 – 2005/06)
    - ACB (18, 31 – 2015/16)

  - mistrzostw Chorwacji U–16 (1998)
- Zaliczony do II składu ACB (2016)
- Uczestnik
  - meczu gwiazd ligi:
    - litewskiej (2007, 2008, 2012, 2013)
    - Bałtyckiej (2008)
    - Chorwackiej (2005)

  - Nike Hoop Summit (2000)[4]
- Lider:
  - strzelców ligi chorwackiej (2003)
  - w asystach:
    - ligi VTB (2011)
    - Eurocupu (2010, 2011 – sezonu regularnego)
- Finalista konkursu rzutów za 3 punkty ligi Endesa (2019/2020)

Reprezentacja
- Wicemistrz Europy U–18 (2000)
- Brąz turnieju London Invitational (2011)
- Uczestnik:
  - mistrzostw świata (2010 – 14. miejsce)
  - mistrzostw Europy (2003 – 9. miejsce, 2005 – 7. miejsce, 2007 – 6. miejsce, 2009 – 6. miejsce, 2011 – 17. miejsce)
  - igrzyskach olimpijskich (2008 – 6. miejsce)
  - mistrzostw Europy U–20 (2002 – 8. miejsce)
  - mistrzostw Europy U–16 (1997 – 8. miejsce)
- Lider w  w:
  - punktach mistrzostw Europy U–20 (2002)
  - asystach mistrzostw Europy:
    - U–20 (2002)
    - U–18 (2000)